# 赵鼎

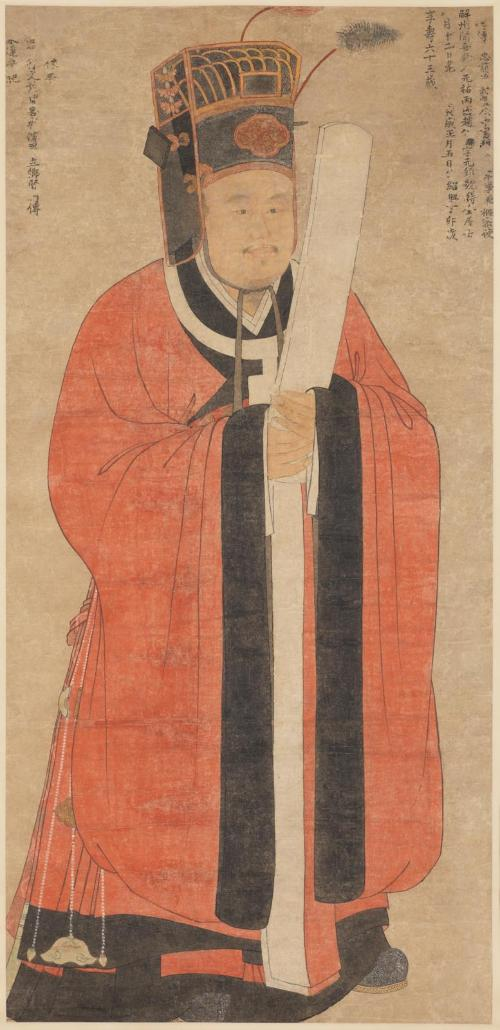
佚名繪《趙鼎像》，現藏於舊金山亞洲藝術博物館

趙鼎（1085年—1147年），字元鎮，自號得全居士，解州聞喜（今山西省聞喜縣）人，宋高宗時宰相。與李綱、胡銓、李光並稱「南宋四名臣」。

## 生平
宋神宗元豐八年（1085年）出生，早孤，由母樊氏教之。宋徽宗崇寧五年（1106年）進士，對策斥章惇誤國。曾任河南府洛陽令、開封府士曹等職。
後隨宋高宗南渡，累官殿中侍御史，陳四十事。绍兴四年（1134年）任尚书右仆射兼知枢密院事，隔年为宰相。因力主抗金而被去職，後被秦檜陷害，貶謫至泉州（即今福建泉州）、潮州（今屬廣東潮州），再貶至海南岛吉陽軍，知州王惕“假肩与以送”，秦桧闻知，谪王惕金州。流寓三年，“深居簡出，杜門謝訪”，以抗議秦檜的迫害，秦檜深感膽寒，“此老倔强犹者”。後有張宗元遣人持诗书、药石前往慰问，不久张宗元被調離廣南西路。
十七年（1147年）八月，絕食而死，临终前自书墓石：「身騎箕尾歸天上，氣作山河壯本朝」，葬於昌化縣舊縣村。二十六年（1156年）正月，追复特进、观文殿大学士。
孝宗即位，追諡忠簡，封豐國公。有《得全集》。

## 延伸阅读
[在维基数据编辑]
 《宋史·卷360》，出自脱脱《宋史》
 在维基共享资源阅览影像